# Piper febrifugum
Piper febrifugum är en pepparväxtart som beskrevs av C. Dc.. Piper febrifugum ingår i släktet Piper och familjen pepparväxter. Inga underarter finns listade i Catalogue of Life.